# Gwenno Saunders
Gwenno Saunders nebo také Gwenno Pipette či jen Gwenno (* 23. května 1981) je velšská zpěvačka. Narodila se v Cardiffu jako dcera básníka Tima Saunderse a Lyn Mererid. Od dětství se věnovala tanci. V roce 2001 vystupovala v mýdlové opeře s názvem Pobol y Cwm. Později se stala členkou skupiny The Pipettes. V roce 2012 vydala své první sólové album Ymbelydredd. Obsahuje písně zpívané ve velšském jazyce. Roku 2014 následovalo album Y Dydd Olaf, které je opět zpívané ve velštině. Její další deska, Le Kov (2018), obsahuje písně nazpívané v kornštině. Na albu Tresor zpívá v obou jazycích a na Utopia převážně anglicky.

## Diskografie

### Studiová alba
- Y Dydd Olaf (2014)
- Le Kov (2018)
- Tresor (2022)
- Utopia (2025)